# IV Congresso dell'Internazionale Comunista

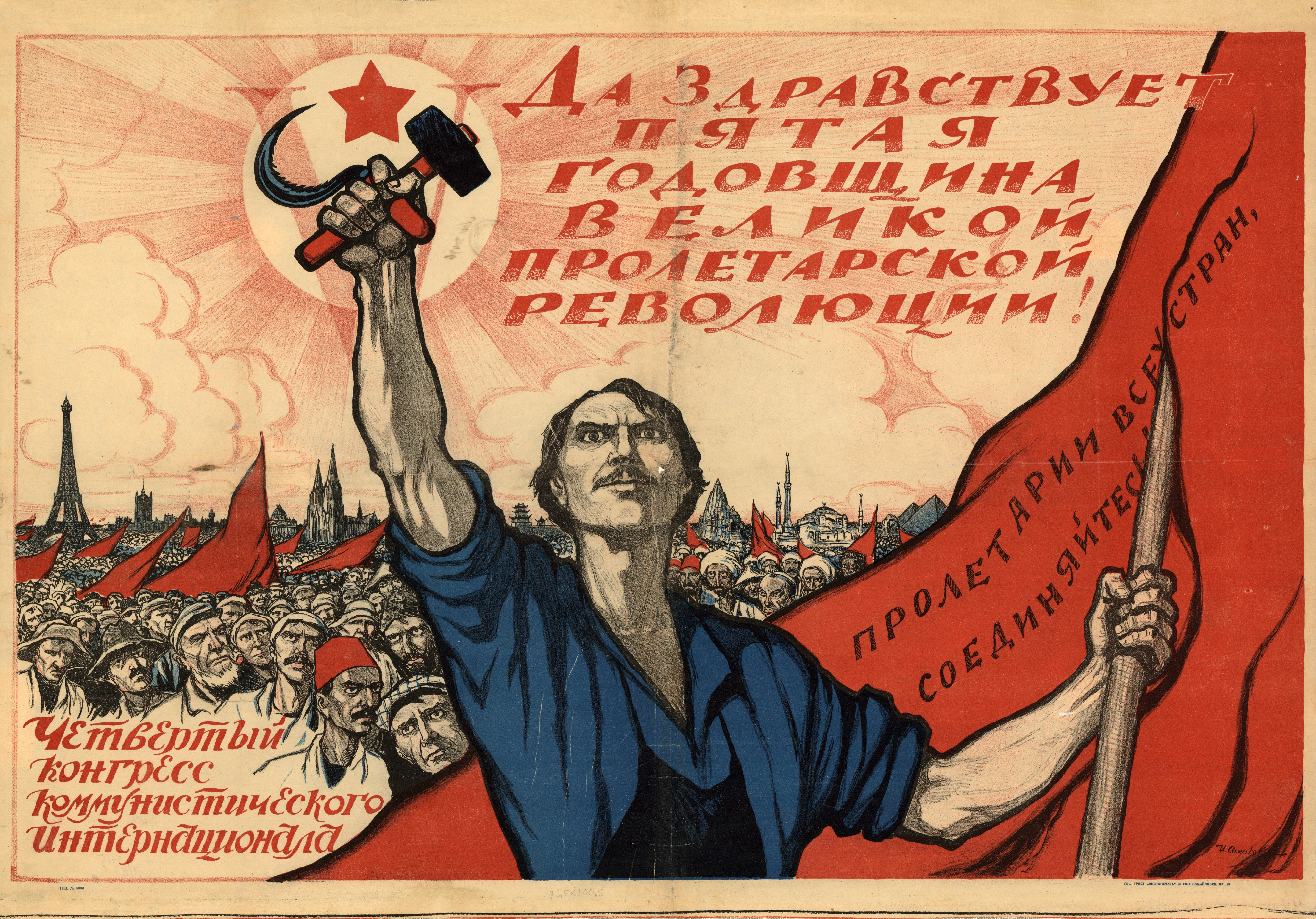
Manifesto celebrativo del quinto anniversario della Rivoluzione e del IV Congresso del Comintern.

Il IV Congresso dell'Internazionale Comunista si svolse a Pietrogrado e Mosca dal 5 novembre al 5 dicembre 1922.

## Premesse
Il IV Congresso si aprì pochi giorni dopo la Marcia su Roma, in un contesto di generale ritirata del movimento rivoluzionario in Europa, con la reazione che aveva preso il sopravvento non solo in Italia ma anche in Spagna, Polonia, Germania, Cecoslovacchia, Balcani. Viceversa la Russia, alla vigilia della costituzione dell'Unione Sovietica, stava consolidando il proprio assetto interno e vivendo una fase di ripresa economica e di uscita dall'isolamento internazionale.

## Lavori congressuali

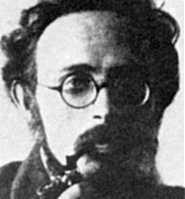
Karl Radek.

Tra i principali temi all'ordine del giorno, ebbe ampio spazio l'approfondimento della tattica del fronte unico, che prevedeva la collaborazione tra comunisti e socialisti. Il Congresso ratificò ed ampliò quanto sull'argomento - introdotto durante il III Congresso - era stato stabilito nei mesi precedenti dal Comitato esecutivo. I comunisti vennero quindi incoraggiati a «partecipare a governi operai o a governi operai e contadini, contro la reazione capitalista, con i rappresentanti dei partiti socialisti e contadini».
A tale collaborazione, che doveva partire dalla base ma senza escludere accordi con i dirigenti socialdemocratici, era affidato il compito di disarmare la reazione e rafforzare la classe operaia, preservando comunque ai comunisti autonomia di critica e di azione e subordinando la partecipazione ai governi all'autorizzazione dell'Esecutivo del Comintern.
Il Congresso, all'indomani della costituzione dell'Internazionale sindacale rossa per raccogliere i sindacati rivoluzionari espulsi dalle organizzazioni riformiste, prese posizione anche contro le scissioni sindacali, ritenute un grave indebolimento dei lavoratori. Si riteneva al contrario importante che le organizzazioni sindacali difendessero unitariamente gli interessi immediati della classe operaia senza divisioni ideologiche, di cui si sarebbero dovuti occupare i partiti.
I delegati si soffermarono inoltre sul tema del fascismo, dopo che Mussolini era stato nominato capo del governo italiano. Il presidente del Comintern Grigorij Zinov'ev, pur giudicando il fascismo italiano un fenomeno transitorio, sottolineò l'importanza centrale di tale avvenimento. Trockij individuò nel fascismo l'unione di tutte le forze controrivoluzionarie, mentre Karl Radek evidenziò con toni particolarmente pessimistici la gravità della sconfitta del movimento operaio in Italia e la necessità di non confondere il fascismo con le forme tradizionali di reazione che stavano colpendo altri paesi. La disamina di Radek, che rifletteva elementi dell'analisi gramsciana, si poneva in contrasto con quella di Amadeo Bordiga, che tendeva ad identificare fascismo e democrazia borghese.

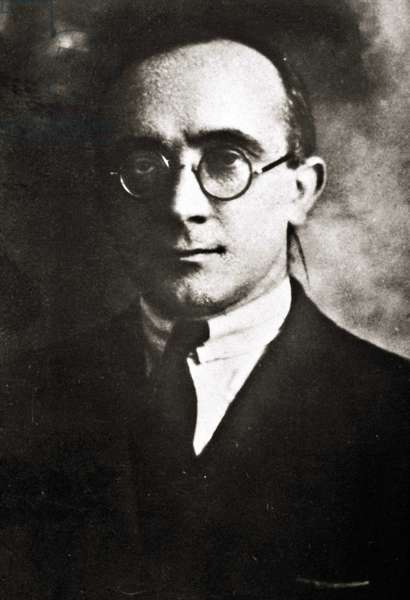
Angelo Tasca.

Nell'ottica della costituzione delle alleanze necessarie ad impedire l'estendersi della reazione si inquadrò anche il tema della fusione tra PCd'I e PSI, fortemente caldeggiata dall'Esecutivo del Comintern dopo che i socialisti, al proprio XIX Congresso, avevano espulso i riformisti di Filippo Turati, richiedendo l'adesione all'Internazionale.
L'ipotesi della fusione vedeva del tutto contraria la maggioranza bordighiana della delegazione comunista italiana, pertanto si radicalizzò lo scontro, già apertosi sul tema del governo operaio, tra essa e l'Esecutivo del Comintern. Si manifestò inoltre per la prima volta in sede internazionale un aspro conflitto anche all'interno della stessa rappresentanza del PCd'I: la minoranza, guidata da Angelo Tasca e composta da Graziadei, Bombacci, Presutti e Vota, si schierò infatti apertamente con la linea di Zinov'ev, mentre Gramsci e Scoccimarro tentarono di svolgere opera di mediazione.
Il Congresso stabilì alla fine che i socialisti avrebbero dovuto espellere tutti coloro che si dichiaravano contrari ai 21 punti, come l'esponente della destra Arturo Vella, e che la fusione tra i due partiti italiani sotto il nome di Partito comunista unificato d'Italia (sezione dell'Internazionale comunista) si sarebbe dovuta effettuare immediatamente. La risoluzione fu adottata all'unanimità, nonostante il forte disaccordo di Bordiga, che insieme alla maggioranza della delegazione del PCd'I si adeguò per disciplina.